# مایان (تاکستان)
روستای مایان، روستایی از توابع بخش مرکزی (قاقازان غربی)شهرستان تاکستان در استان قزوین قرار دارد.
دین مردم این روستا مسلمان بوده و مذهب این روستا شیعه است
مکان تفریحی مذهبی : امام زاده یوسف یکی از مکان های زیارتی روستا است.
غار چشمه وحشی(کَریز)از مکان های تفریحی و سرسبز روستا است.
محصولات عمده روستا گندم ، جو ، نخود، عدس ، لوبیا و... است و در کنار آن مردم روستا به دام داری مشغول هستند.
باغ های انگور و بادام و گردو،زردآلو ،باغ های میوه نیز در روستا وجود دارد
در استان قزوین ایران است.پیشنهاد می‌شود به این منطقه سفر کنید.

## جمعیت
این روستا در دهستان قاقازان غربی قرار دارد و براساس سرشماری مرکز آمار ایران ۱۴۰۰، جمعیت آن ۱۳۰
نفر(۳۲خانوار) بوده‌است.